# پل قدیمی ماهیدشت
پل قدیمی ماهیدشت مربوط به دوره صفوی است و در شهرستان کرمانشاه، حوزه جلگه ماهیدشت واقع شده و این اثر در تاریخ ۱۹ تیر ۱۳۴۸ با شمارهٔ ثبت ۸۵۷ به‌عنوان یکی از آثار ملی ایران به ثبت رسیده است.